# 16180 Rapoport
A 16180 Rapoport (ideiglenes jelöléssel 2000 AZ136) a Naprendszer kisbolygóövében található aszteroida. A LINEAR projekt keretében fedezték fel 2000. január 4-én.